# بيرو بيجيك
بيرو بيجيك (بالكرواتية: Pero Pejic)‏ هو لاعب كرة قدم كرواتي في مركز الهجوم، ولد في 28 نوفمبر 1982 في ماكارسكا في كرواتيا. شارك مع منتخب كرواتيا تحت 20 سنة لكرة القدم. أما مع النوادي، فقد لعب مع النادي الفيصلي ودينامو تيرانا ونادي استقلال طهران ونادي الفيصلي ونادي تيرانا ونادي سكندربيو كورتشه ونادي سلافن بيلوبو ونادي فلامورتاري فلوره ونادي كوكسي.

## وصلات خارجية
- بيرو بيجيك على موقع الاتحاد الأوربي (الإنجليزية)
- بيرو بيجيك على موقع قاعدة بيانات كرة القدم.إي يو (الإنجليزية)
- بيرو بيجيك على موقع Soccerway.com (الإنجليزية)
- بيرو بيجيك على موقع عالم كرة القدم.نت (الإنجليزية)